# Astrid Øvstedal
Astrid Øvstedal (ur. 21 listopada 1986) – norweska biegaczka narciarska, złota medalistka mistrzostw świata juniorów.

## Kariera
Po raz pierwszy na arenie międzynarodowej Astrid Øvstedal pojawiła się 6 grudnia 2002 roku w zawodach Pucharu Kontynentalnego w Gåsbu, gdzie zajęła 27. miejsce w sprincie techniką dowolną. Nieco ponad rok później wystąpiła na mistrzostwach świata juniorów w Stryn, gdzie zwyciężyła w sprincie stylem dowolnym, a wspólnie z koleżankami była czwarta w sztafecie. W Pucharze Świata zadebiutowała 24 lutego 2004 roku w Trondheim, zajmując 39. miejsce w sprincie stylem dowolnym. W sezonie 2003/2004 pojawiła się jeszcze tylko jeden raz, ale również nie zdobyła punktów i nie była klasyfikowana w klasyfikacji generalnej. W 2006 roku wystąpiła na mistrzostwach świata juniorów w Kranju, ale w sprincie zajęła dopiero trzydzieste miejsce. Nigdy nie brała udziału w mistrzostwach świata seniorów, ani igrzyskach olimpijskich. W marcu 2006 roku zakończył karierę.

## Osiągnięcia

### Mistrzostwa świata juniorów
| Miejsce | Dzień       | Rok  | Miejscowość | Konkurencja            | Czas biegu  | Strata      | Zwycięzca       |
| ------- | ----------- | ---- | ----------- | ---------------------- | ----------- | ----------- | --------------- |
| 9.      | 5 lutego    | 2004 | Stryn       | 5 km stylem dowolnym   | 13:03.7 min | +27.2 s     | Irina Artiomowa |
| 1.      | 7 lutego    | 2004 | Stryn       | Sprint stylem dowolnym | ?           | -           | -               |
| 4.      | 8 lutego    | 2004 | Stryn       | Sztafeta 4 × 5 km      | 58:44.3 min | +1:59.5 min | Rosja           |
| 30.     | 31 stycznia | 2006 | Kranj       | Sprint stylem dowolnym | -           | -           | Astrid Jacobsen |

### Puchar Świata

#### Miejsca w klasyfikacji generalnej
- sezon 2003/2004: -

#### Miejsca na podium
Øvstedal nigdy nie stanęła na podium zawodów Pucharu Świata.